# 杜尚·帕谢克
杜尚·帕谢克（1960年9月7日—1998年3月15日），斯洛伐克男子冰球运动员。他曾代表捷克斯洛伐克国家队参加1984年和1988年冬季奥林匹克运动会冰球比赛，获得一枚银牌。